# موفيولا

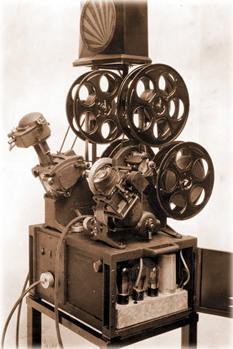

الموفيولا هو الجهاز الذي يسمح لمحرر الفيلم بعرض الفيلم أثناء التحرير. وقد كانت أول آلة لتحرير الصور المتحركة عندما اخترع من قبل إيوان سيروريه في عام 1924. شركة موفيولا لا تزال موجودة وتقع في هوليوود حيث يقع جزء من المنشأة على واحدة من موقع مصنع موفيولا الأصلي.

## التاريخ
كان المفهوم الأصلي للموفيولا عند إيوان سيروريه 1917 هو آلة عرض للأفلام للإستخدام المنزلي ليتم بيعها لعامة الناس. وقد اشتق الاسم من اسم «فيكترولا» حيث كان سيروريه يعتقد أن اختراعه سيحقق لفيلم المنزل ما فعله فيكترولا للموسيقى المنزلية. وحيث أن تكلفة الجهاز كانت بستمائة دولار في عام 1920 (أي ما يعادل عشرين ألف دولار في القرن الواحد والعشرين)، فإن عدداً قليلاً جداً بيع منها. وقد اقترح محرر في استوديوهات دوغلاس فيربانكس على إيوان أن يعدل من الجهاز لاستخدامه من قبل محرري الأفلام. وقد فعل سيروريه ذلك وولد جهاز موفيولا كجهاز لتحرير الأفلام في عام 1924 وقد بيع أول جهاز موفيولا لاستوديوهات دوغلاس فيربانكس نفسها. وبعد تسعة وأربعين عاما، لا تزال هناك نسخة مطورة من النسخة الأصليه لموفيولا لدى الشركة في هوليوود.
وقداعتمدت العديد من الاستوديوهات بسرعة الموفيولا بما في ذلك استوديوهات يونيفرسال، وارنر براذرز،استوديوهات تشارلز شابلن ، باستر كيتون للإنتاج ، ماري بيكفورد، ماك سينيت، و مترو غولدوين ماير. وقد عمل ظهور الصوت وافلام 65mm و 70mm ، والحاجة لمعدات التحرير المحمولة خلال الحرب العالمية الثانية للتوسع الكبير في سوق منتجات موفيولا.
قام المخرج براد مايس بتحرير فيلمه الروائي الأول ستيج فريت على موفيولا المستقيمة، 1987.

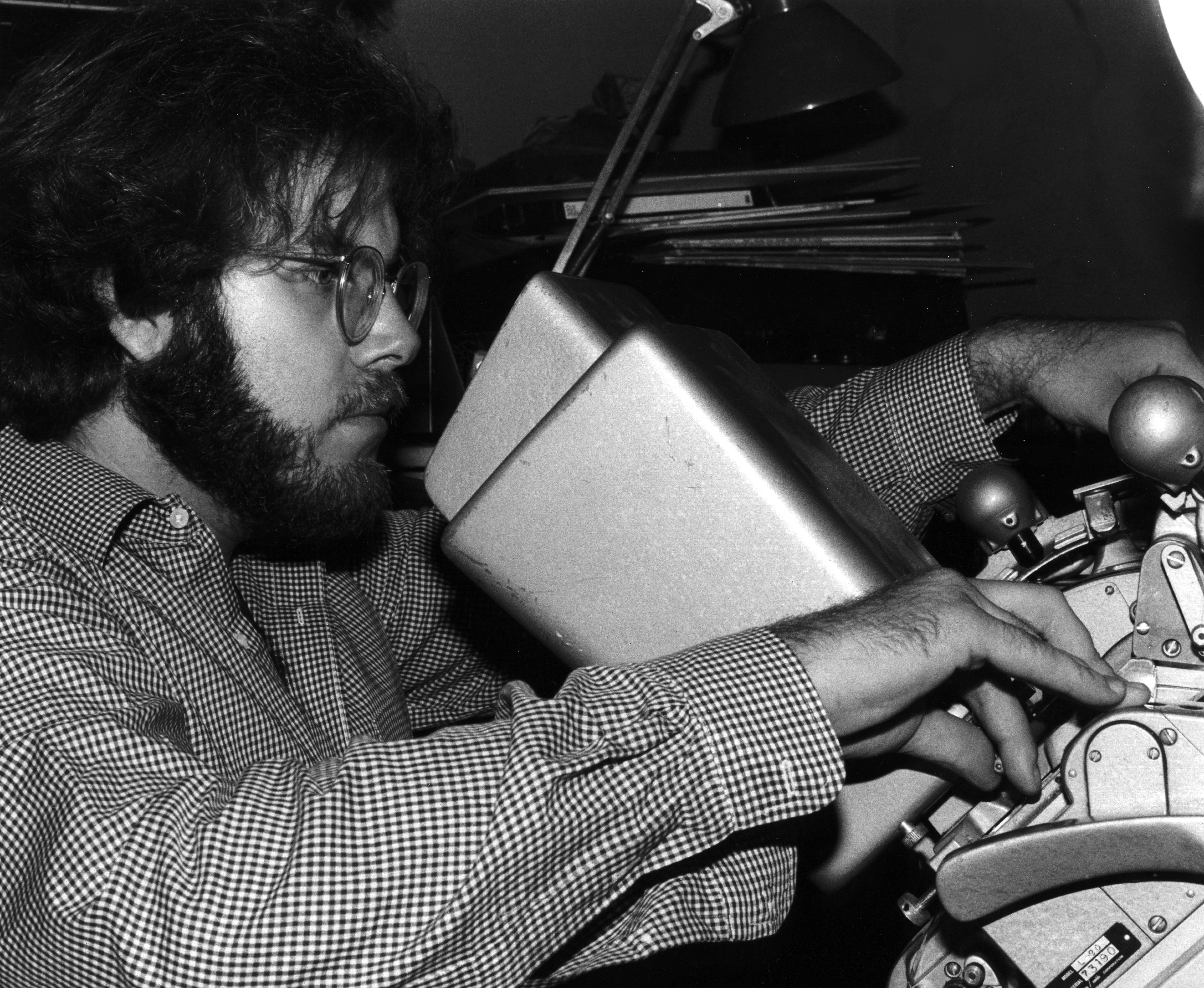
Filmmaker Brad Mays editing his first feature film Stage Fright on an upright Moviola, 1987.

وقد تولى إيوان سيروريه ابنه مارك سيرورييه، شركة والده في عام 1946. وفي عام 1966، باع مارك شركة موفيولا لشركة ماغناسينك (شركة تابعة لشركة كريغ) في شمال هوليوود مقابل 3 ملايين دولار. وقد تم الدمج بين الأسميين، وكان الاسم الجديد شركة ماغناسينك / موفيولا تحت رئاسة L. S. وايمان والذي أمر على الفور بمضاعفة الإنتاج ثلاثة أضعاف، وأسترد أصحابها الجدد استثماراتهم في أقل من عامين.
تقاعد وايمان في عام 1981، وتم بيع شركة موفيولا لشركة J & R فيلم Co.، Inc. في عام 1984.

## الاستخدام

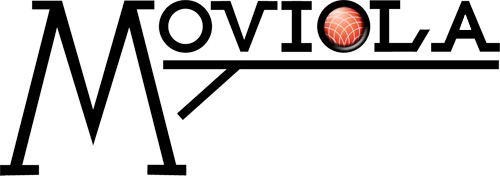
Moviola logo

وقد سمحت موفيولا للمحررين بدراسة الطلقات الفردية في غرف القطع الخاصة بهم، وبالتالي تحديد أكثر دقة لأفضل نقطة قطع ممكنه. كانت موفيولاس الموجهة عموديا هي المعياريه لتحرير الأفلام في الولايات المتحدة حتى السبعينات، حتى جل محلها أنظمة التحرير المسطحة أفقياً التي أصبحت أكثر انتشاراً.
ومع ذلك، فلا يزال عدداً قليلاً جدا من المخرجين رفيعى المستوى يفضلون الموفيولا. أحد هؤلاء المحررين هو مايكل كان، الذي رشح لجائزة الأوسكار لأفضل فيلم إديتينغ في عام 2005 لعمله في فيلم ميونيخ لستيفن سبيلبرغ، الذي قام بتحريره على الموفيولا. وقد أقنع كان في نهاية المطاف سبيلبرغ بالعمل مع شركة أفيد لجميع أعماله السينمائية التالية، بدءا من فيلم مغامرات تانتين في عام 2011 ولينكولن في عام 2012.

## الجوائز
حصل مارك سيروريه على جائزة الأوسكار الاستحقاق (تمثال أوسكار) لنفسه ووالده لاختراعهم الموفيولا في عام 1979.
```
 «
 إلى 
مارك سيروريه
 للتطويره المستمر للموفيولا من اختراع عام 
1924
 من والده، 
إيوان سيروريه
، إلى السلسلة الحالية المتطورة المكونه من 20 معده لتحرير الأفلام.
»
```

هناك نجم على ممر الشهرة في هوليوود لمارك سيروريه بسبب مساهمانة بالموفيولا في الصور المتحركة.

## الروابط الخارجية
- سيرة مارك سيرورييه الذي تولى الشركة من والده إيوان في عام 1945

كاتيغوري: فيل إديتينغ
الفئة: الأجهزة البصرية
كاتيغوري: أوديوفيسوال إنترودكتيونس إن 1924